# Pata malm
Pata malm is een plaats in de gemeente Mönsterås in het landschap Småland en de provincie Kalmar län in Zweden. De plaats heeft 133 inwoners (2005) en een oppervlakte van 23 hectare. Het is een merendeels agrarische nederzetting aan de oude Rijksweg 4, tegenwoordig een toeristische kustroute.
De nederzetting Korpemåla wordt als één geheel beschouwd met Pata malm. Het is begonnen als een gebied met vrijetijdswoningen in de jaren 50. In de jaren 80 is hier een kleine woonbuurt aan toegevoegd. Steeds vaker worden de vakantiehuizen permanent bewoond.

## Pataholm
Het nabij gelegen Pataholm is een oude vissersplaats met goed geconserveerde bebouwing uit de 18e eeuw. In die tijd was het een belangrijke havenplaats met speciale privileges en zelfbestuur. Toen de schepen te groot werden voor deze haven, bleef de nederzetting geconserveerd zoals deze was.
Pata malm, Korpemåla en Pataholm worden tezamen lokaal ook wel aangeduid als Patabygden.